# Fatehpur
Fatehpur é uma cidade do Paquistão localizada na província de Punjab.